# رایلی (فیلم)
رایلی (انگلیسی: Riley) یک فیلم درام آمریکایی در سبک داستان بلوغ محصول سال ۲۰۲۳ به نویسندگی و کارگردانی بنجامین هاوارد در اولین فیلم بلند خود است. در این فیلم جیک هالی، کالین مک کالا، رایلی کوئین اسکات، کانر استوری و ریب هیلیس به ایفای نقش پرداخته‌اند.
این فیلم در جشنواره بین‌المللی فیلم کلگری و جشنواره فیلم لندن نمایش داده شد و با نظرات بسیار مثبتی روبرو شد.

## داستان
زندگی ساختاریافته یک ورزشکار دبیرستانی منظم شروع به از هم پاشیدگی می‌کند زیرا هویت عجیب و غریب او با انتظاراتی که همیشه به او گفته شده است در تضاد است.

## ساخت
فیلمبرداری اصلی در آوریل ۲۰۲۲ در شهرستان ایست و اطراف سن دیگو انجام شد.